# Aslan Atem
Aslan Atem (ur. 7 stycznia 1991) – turecki zapaśnik startujący w stylu klasycznym. Wicemistrz świata w 2016. Brązowy medalista mistrzostw Europy w 2016 i 2017. Czwarty w Pucharze świata w 2015 i 2017. Trzeci na mistrzostwach śródziemnomorskich w 2010. Zajął jedenaste miejsce na igrzyskach wojskowych w 2019. Akademicki mistrz świata w 2014 i wicemistrz w 2016. Trzeci na MŚ juniorów w 2011 i mistrz Europy juniorów z 2010 roku